# 越绝书
《越絕書》，又称《越绝》、《越绝记》，成书大约在东汉，记录了春秋末期越王勾践兴越灭吳的相关历史，是中國最古老的方域史，也是记载越国历史的文献中内容最为丰富的权威著作。《越绝书》补充了《春秋》、《左传》、《国语》、《史记》皆记述未详的吴越史事，有相当的历史价值。其编著情况模糊不清，书名、年代、作者、卷帙等均存在不少争议问题。

## 书名
最常见的书名为“越绝书”，此外在藏书目录、注疏征引中也称为“越绝记”、“越绝”。:2,31
书名中“绝”字的含义历来众说纷纭。书中倒数第二篇《德序外傳》称：“于是度兵徐州，致贡周室，元王以之中兴……越专其功，故曰《越绝》是也。”表示“绝”字指的是越王勾践有奇绝经历、卓绝功勋。书中最后一篇《篇叙外传》称：“聖人發一隅，辯士宣其辭，聖文絕於彼，辯士絕於此。故題其文，謂之越絕。”表示“绝”指的是《春秋》这样的著作和子贡这样的辩士在各自之后都已经断绝了。书中首篇《外传本事》则试图综合这两种意见。:48-50
郑张尚芳认为，“绝”字记录的不是汉语，而是古越语的發音。古越语与泰语同属侗台语，泰语中有（/tɕot˨˩/）一词，意为“书写、记录”，古越语则用对应的词作为越国史书的名称。该词用发音相近的汉字记下来，就是“绝”（上古汉语“绝”字拟音为*dzod）。《德序》和《篇叙》中对“绝”的解释是后代整理越国史书者的附会。:267

## 篇帙
《越绝书》今存十九篇，分十五卷（或将《外传本事》单独分出一卷）。各篇内容如下：
| 今本标题       | 今本 卷序 | 德序/篇叙 标题及顺序 | 内容                                                                                   |
| -------------- | --------- | -------------------- | -------------------------------------------------------------------------------------- |
| 外傳本事       | 卷一      |                      | 序文                                                                                   |
| 荊平王內傳     | 卷一      | 荆平，第二           | 伍子胥受楚平王迫害，后受吴王阖闾重用，率吴国击败楚国，成功复仇                         |
| 外傳記吳地傳   | 卷二      | 太伯，第一           | 吴国都城的概况，吴国的历史                                                             |
| 吳內傳         | 卷三      | 吴越/吴人，第三      | 范蠡向勾践进言，要遵循“节事”的治国原则，顺应天道                                       |
| 計倪內經       | 卷四      | 计倪，第四           | 计倪向勾践进言，提出发展农业和商业的经济政策                                           |
| 請糴內傳       | 卷五      | 请籴，第五           | 越国向吴国提出购粮请求，由此激化吴臣太宰嚭与伍子胥的矛盾，吴王夫差亲近伯嚭、赐死子胥   |
| 外傳紀策考     | 卷六      |                      | 吴国谋士伍子胥、太宰嚭，越国谋士范蠡、文种等人在吴越争霸期间的计略                     |
| 外傳記范伯     | 卷七      |                      | 范蠡来到越国、受到勾践重用的经过                                                       |
| 內傳陳成恒     | 卷七      | 陈恒，第八           | 孔子为保存鲁国，托子贡出使齐、吴、越、晋各国游说，影响各国战略，最终存鲁、破吴、霸越   |
| 外傳記地傳     | 卷八      |                      | 越国的历史和地理，越国都城的概况                                                       |
| 外傳計倪       | 卷九      |                      | 计倪向勾践进言，提出国君应知人善用，任用贤才                                           |
| 外傳記吳王占夢 | 卷十      |                      | 夫差梦醒后求解，太宰嚭借占梦阿谀夫差，公孫聖借占梦向夫差进谏，结果被处死               |
| 外傳記寶劍     | 卷十一    |                      | 吴越两地铸造的寶劍                                                                     |
| 內經九術       | 卷十二    | 九术，第六           | 文种告诉勾践灭吴的九种计策，并详述其中两种：骗诱吴王大兴土木，向吴王进献美女西施和郑旦 |
| 外傳記軍氣     | 卷十二    |                      | 伍子胥行军时占卜军气的方法，邦国与二十八宿的对应关系                                   |
| 外傳枕中       | 卷十三    |                      | 范蠡的治国之道，尤其是贮谷富民的国策                                                   |
| 外傳春申君     | 卷十四    |                      | 战国时期，楚春申君收纳手下李园之妹女环，怀孕后进给楚王为妃，新王即位后春申君被封至吳地 |
| 德序外傳記     | 卷十四    |                      | 叙录，叙述全书由来，解释篇目次序                                                       |
| 篇敘外傳記     | 卷十五    |                      | 叙录，叙述全书由来，解释篇目次序                                                       |

今本《越绝书》的篇目次序、标题、内外之分，与《越绝书》原始面目有较大差异，据考证大约在五代末期、北宋初期有过一次较大变动。:131-132,136,223据《德序》和《篇敘》记载，《越绝书》成书时有主要篇文八篇，依序为：《太伯》、《荆平》、《吴人》（或《吴越》）、《计倪》、《请籴》、《九术》、《兵法》、《陈恒》。《太伯》篇即今本《外傳記吳地傳》，《吴人》篇即今本《吳內傳》。这八篇主要篇文为内篇，其余为外篇。
《越绝书》成书至北宋，已有五个篇章失传，之后又失传一篇。清代钱培名校勘《越绝书》时，曾辑佚二十八条。当代李步嘉校释《越绝书》，又辑佚十二条。《德序》、《篇敘》所记八篇之一的《兵法》（《文选》李善注引作《越绝书·伍子胥水战兵法内经》）大约在北宋初年失传，现只存数条佚文，内容与水戰船艦、陣法有关。:159-162
今本《越绝书》正文最后一篇《春申君》，讲述的内容发生在勾践灭吴两百年之后，可能是原书没有的篇章，五代末到宋初才被人加入书中。:137

## 作者与年代
《隋书·经籍志》称作者为子贡。北宋《崇文总目》称，也有人认为作者是伍子胥。后人多不相信这两种说法，因为书中还有秦汉的地名、年号。
《越绝书》末篇《篇敘》末段说：“句踐以來，至乎更始之元，五百餘年……記陳厥說，略其有人。以去為姓，得衣乃成。厥名有米，覆之以庚。……文屬辭定，自于邦賢。邦賢以口為姓，丞之以天。楚相屈原，與之同名。”明代杨慎注意到，“去”字得“衣”组成“袁”字，“米”上覆“庚”组成“康”字，承“口”以“天”组成“吴”字，屈原之名即为“平”字，因此判定《越绝书》的作者是袁康和吳平，时代是在东汉。
目前学界多认为，《越绝书》中的原始材料来自战国时期或稍后。在东汉前后，有人对这些原始材料进行编辑，整理、编次、增删、夹注、加工文字，使《越绝书》成书，并先后增补《德序》、《篇叙》、《本事》这三篇极具公羊学色彩的序跋。袁康和吴平（可能是化名）即为其中两次编订工作的主要贡献者。最晚到西晋初年，《越绝书》基本面貌已经定型，开始被其他文章引用。:97,247,302,306

## 版本
南宋以前，《越绝书》只有手抄本。南宋嘉定十三年（1220年），丁黼在夔州刻印《越绝书》，是第一个刻本。此后流行于世的各版本之间差别相当微小，均出自丁黼本这同一个源头。现存的最早版本为明初刻本。:9-10:222
清代，卢文弨、钱培名先后根据其他著作中的引文来校勘《越绝书》。钱培名校《越绝书》尤其被视为善本，广泛流行。1956年，浙江图书馆馆长张宗祥《越绝书校注》出版，开注释《越绝书》的先河。1996年，俞纪东《越绝书全译》出版，是较好的普及性入门读本。:195,199-201

## 《越绝书》与《吳越春秋》
《越绝书》与《吴越春秋》大约作于同一时代，两部书都以吴越争霸的史事为主题，有不少重复的内容。《越绝书》持越国立场，《吴越春秋》则持吴国立场。
针对两书的先后和高下，历来有不同看法。陳愷、钱培名、徐益藩、晁岳佩等认为《吴越春秋》借鉴《越绝书》；黄震、乔治忠等认为《越绝书》因袭《吴越春秋》。《四库全书总目提要》认为《越绝书》“博丽奥衍”，超过《吴越春秋》；晁岳佩、乔治忠等认为《吴越春秋》严谨清晰，胜于《越绝书》。
:82,140

## 评价
《越绝书》是中国记载越国历史的文献中内容最为丰富的权威之作，尤其留下了珍贵的语言学和地名学资料。《越绝书》也被视为兵家之书，不仅谈论具体兵法、术数等战术，还广泛涉及權謀、后勤、外交等战略问题。书中經世致用的農業和經濟思想，也为后人所重视。《吴地传》和《地传》详细记载了吴越两国國都及周围的山川地理，是中国地方志之先导。

## 注解
1. ↑  《越绝书》的内容接续《春秋》。子贡的外交论辩影响了吴越争霸的历史轨迹，其过程载于《越绝书》中。
2. ↑  当时不同国家史书有不同名称，如晋国史书称“乘”，楚国史书称“梼杌”，鲁国史书称“春秋”。[6]